# حادثة العلم
حادثة العلم هي حادثة إنزال علم تونس في كلية الآداب والفنون والإنسانيات بمنوبة في 7 مارس 2012 من طرف شاب ينتمي للتيار السلفي مما أثار ردود فعل مستهجنة.

## ردود الفعل
- استنكرت وزارة التعليم العالي والبحث العلمي حادثة الإنزال وأصدرت بلاغا في 7 مارس 2012 جاء فيه[1] «أنّ هذا التّصرّف غير مقبول بالمرّة ولاوطني وهو يمس من هيبة الدولة [...] أنّ كل شخص يثبت تورّطه في هذا التّصرّف سيتمّ تتبعه قانونيّا حسب التّراتيب الجاري بها العمل».